# Кнебельман, Михаил Самойлович
Михаи́л Само́йлович Кнебельма́н (1910—1999) — советский конструктор-оружейник, главный конструктор и создатель автоматических корабельных скорострельных артиллерийских установок (АКСАУ) АК-630, АК-306 и их модификаций, лауреат Государственной премии СССР.

## Биография
Родился 24 декабря 1909 года (по старому стилю) в селе Новый Буг Херсонской губернии (ныне город в Николаевской области) в семье рабочего.
По окончании Одесской профессионально-технической школы в 1926 году ещё год работал столяром в артели.
В 1927 году поступил в Тульскую оружейно-техническую школу РККА (ТОТШ), которую с отличием окончил в 1931 году и был назначен в ней начальником опытно-показательной мастерской. Кроме исполнения основной должности преподавал материальную часть стрелкового вооружения. В период с 1929 по 1931 годы в школу осуществлялся набор девушек на общих с юношами основаниях. Одна из них, выпускница ТОТШ 1933 года, девушка по имени Анастасия стала его женой.
В 1934 году М. С. Кнебельман был переведён в Ленинградскую военно-техническую школу ВВС РККА преподавателем по эксплуатации авиационного вооружения. В ней он написал учебники по ремонту 7,62-мм авиационного скорострельного пулемета ШКАС и 12,7-мм авиационного пулемёта ШВАК. Его супруга Анастасия Фёдоровна Кнебельман в этот период служила в Ленинградском военно-ветеринарном училище оружейным техником.
В 1937 году Кнебельмана назначили в отдел ремонта вооружения Управления ВВС РККА, а в следующем военпредом на Тульский оружейный завод.
В 1939 году его направили в Монголию на должность заместителя главного инженера по вооружению советско-монгольской авиации. Там он был удостоен своей первой награды — боевой медали «За отвагу».
В 1940 году он был назначен военпредом на Тульский машиностроительный завод. На этом заводе, кроме исполнения своих прямых обязанностей по приёмке готовых образцов авиационного вооружения, Михаил Самойлович занимался и конструкторской деятельностью. Речь пока не шла о создании новых образцов оружия. Эта деятельность ограничивалась лишь доработкой некоторых узлов основных видов авиационных пулемётов и пушек, к тому времени состоящих на вооружении РККА. Но конструкторский опыт М. С. Кнебельманом, несомненно, приобретался. И этот опыт был востребован уже в 1941 году на Тульском оружейном заводе (ТОЗ), эвакуированном в Златоуст. Там М. С. Кнебельмана подключили к группе конструкторов, занимающихся созданием бикалиберных противотанковых ружей.
В 1943 году он как представитель ВВС был определён на службу в ЦКБ-14 (будущее Тульское КБП), где занимался разработками авиационного вооружения. В частности, им были разработаны опытные образцы авиационных пушек с производственным индексом ТКБ-385, ТКБ-437, ТКБ-447. И почти фантастический, но воплощённый в металле опытный образец 37-мм авиационной пушки (производственный индекс — ТКБ-369) с коническим стволом и снарядом, напоминающим пулю Герлиха. Снаряд в конической насадке ствола обжимался с 37 мм до 20 мм, что позволяло получать начальную скорость более 1500 м/с. Однако эти разработки так и остались опытными и не были запущены в серийное производство ввиду жесточайшей конкуренции, царившей в то время между различными оборонными предприятиями Советского Союза и советскими конструкторами-оружейниками. Так, из всех предложенных проектов лучшим оказался проект 12,7-мм пулемета ТКБ-481 конструкции Н. М. Афанасьева.
Принятие на вооружение конкурентного образца (ТКБ-481 Н. М. Афанасьева) ни в коей мере не умаляло заслуг самого М. С. Кнебельмана. Созданные им опытные образцы вооружения были большим вкладом в общее дело конструирования и создания оружия.
Кнебельман вышел в отставку в 1955 году в звании подполковника, прослужив в армии 28 лет, но продолжил работу в ЦКБ-14.
В 1960 году он был переведён на работу в Центральное конструкторско-исследовательское бюро спортивного и охотничьего оружия (ЦКИБ СОО) на должность начальника конструкторского отдела. Работа в этом легендарном тульском оборонном предприятии стала вершиной его таланта и конструкторской мысли. Здесь он разработал противоградовый снаряд и автоматическую дистанционно управляемую гранатометную установку для защиты различных объектов. Участвовал в создании корабельной (морской) турельно-башенной пулеметной установки «Утёс-М»—12,7 мм и 23-мм зенитных автоматов 2А-14 и 2А-7 артиллерийских комплексов ЗСУ-23-4 «Шилка» и ЗУ-23.
Но самым главным творением М. С. Кнебельмана стало создание автоматических корабельных скорострельных артиллерийских установок (АКСАУ) АК-630, АК-306 и их модификаций, поставившее его имя в один ряд с именами прославленных советских конструкторов-оружейников: Б. Г. Шпитального, И. А. Комарицкого, С. В. Владимирова, Г. И. Никитина и многих других. Установки купольного типа вместе с 30-мм автоматической шестиствольной пушкой (автоматом), разработанной В. П. Грязевым и А. Г. Шипуновым в сочетании с системой непрерывного охлаждения стволов и системой ленточного питания стали грозным оружием ближнего боя на море. Они составляют ближнюю зону самообороны надводных кораблей и предназначены для поражения средств воздушного нападения, малоразмерных морских целей, небронированных или легкобронированных береговых целей, а также расстрела плавающих мин. При боевом использовании полностью автоматизированы. Все операции по включению и выключению систем электропитания и охлаждения, управлению приводами наведения и заряжания автомата, а также открытию и прекращению огня производятся дистанционно с центрального поста управления. Большинство советских кораблей различных классов и рангов, в том числе и авианесущие крейсера, были оснащены этими установками.
Простота, надёжность и эффективность — вот те качества, которые позволили этим установкам быть востребованными и занять своё достойное место на кораблях ВМФ Российской Федерации.
Михаил Самойлович Кнебельман вышел на пенсию в 1987 году. Умер и похоронен в Туле в 1999 году.

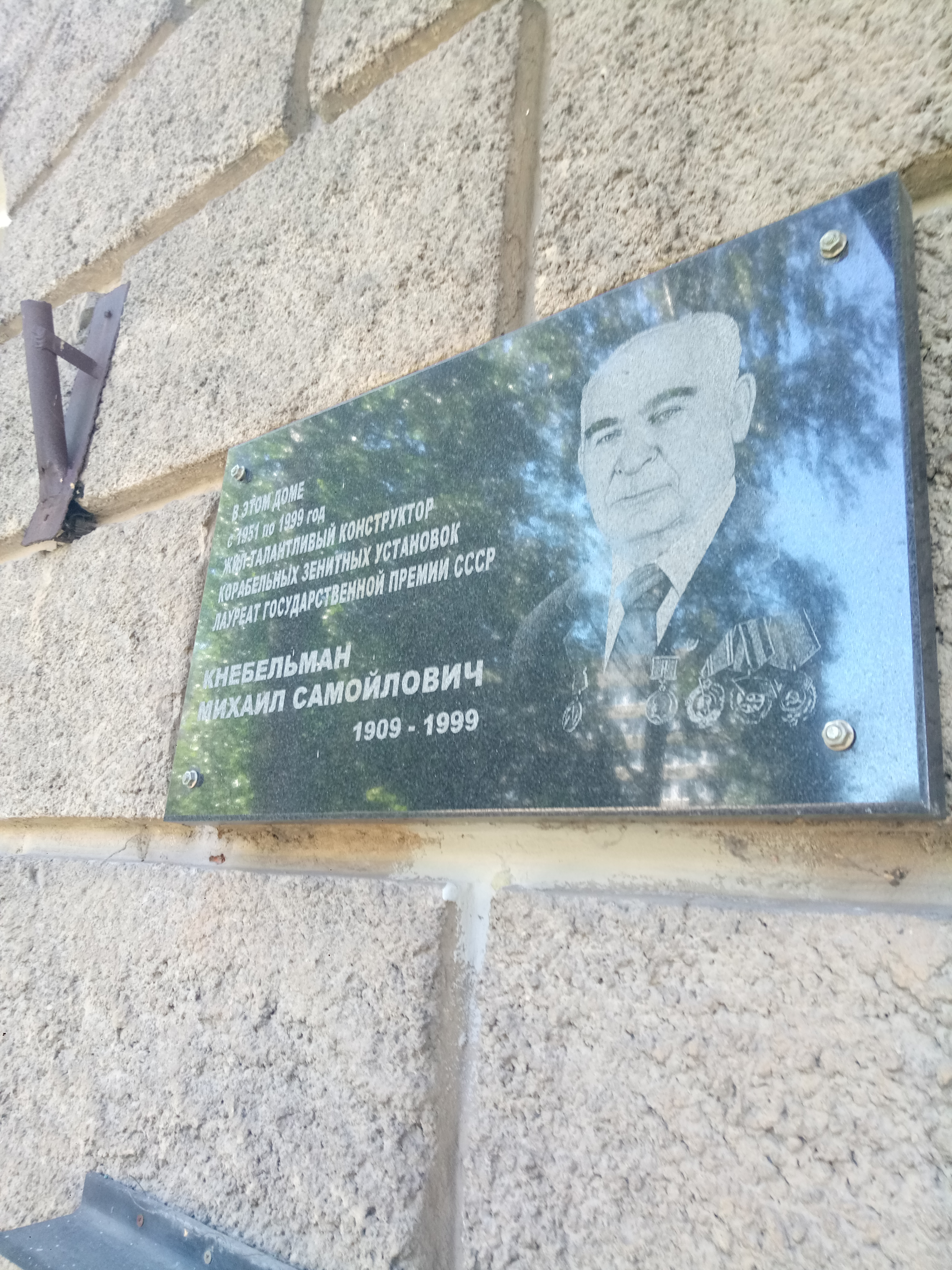

## Память
Память о М. С. Кнебельмане увековечена мемориальной доской, установленной на доме № 62 по проспекту Ленина в Туле, в котором он жил с 1951 по 1999 гг.

## Награды
- Орден Ленина
- Орден Красного Знамени
- Орден Трудового Красного Знамени
- Два ордена Красной Звезды
- Медаль «За отвагу»
- Медаль «За победу над Германией в Великой Отечественной войне 1941—1945 гг.»
- Юбилейные медали в ознаменование победы в Великой Отечественной войне и к годовщинам Советской Армии и Военно-Морского Флота
- Государственная премия СССР
- Премия имени С. И. Мосина (дважды)

## Разработки
М. С. Кнебельману принадлежат следующие разработки:
- Автоматические корабельные скорострельные артиллерийские установки АК-630, АК-306 и их модификации
- Противоградовый снаряд
- Автоматическая дистанционно управляемая гранатометная установка для защиты различных объектов
- Участие в создании корабельной (морской) турельно-башенной пулеметной установки «Утес-М»—12,7 мм
- Участие в создании 23-мм зенитных автоматов 2А-14 и 2А-7 артиллерийских комплексов 3СУ-23-4 «Шилка» и ЗУ-23
- Опытные образцы авиационных пушек ТКБ-385, ТКБ-437, ТКБ-447 и ТКБ-369